# Луций Фурий Бибакул (претор)
Луций Фурий Бибакул (лат. Lucius Furius Bibaculus; III век до н. э.) — римский политический деятель из патрицианского рода Фуриев, претор и член жреческой коллегии салиев. Упоминается в источниках в связи только с одним эпизодом биографии: во время претуры Луций по приказу отца, возглавлявшего коллегию салиев, участвовал в одной церемонии, неся овальные щиты за ликторами, хотя как магистрат имел право это не делать. Время его жизни неизвестно, но Фридрих Мюнцер считает, что Бибакул жил в середине и второй половине III века до н. э., а Роберт Броутон относит его претуру приблизительно к 219 году до н. э.